# Men in Black 3
Men in Black 3 er en amerikansk film fra 2012 instrueret af Barry Sonnenfeld.

## Medvirkende
- Will Smith som Agent J
- Tommy Lee Jones som Agent K
- Josh Brolin som Unge agent K
- Jemaine Clement som Boris
- Emma Thompson som Agent O
- Michael Stuhlbarg som Griffin
- Alice Eve som Unge agent O
- Mike Colter som Oberst
- Nicole Scherzinger som Boris' kæreste
- Bill Hader som Agent W
- David Rasche som Agent X